# Barguelonne
Die Barguelonne (im Oberlauf auch: Grande Barguelonne) ist ein Fluss in Frankreich, der in der Region Okzitanien verläuft. Sie entspringt im Gemeindegebiet von Pern, entwässert generell Richtung Südwest und mündet nach rund 61 Kilometern südwestlich von Valence, nach Unterquerung des Canal latéral à la Garonne, an der Gemeindegrenze von Golfech und Lamagistère, als linker Nebenfluss in die Garonne. Hier mündet auch der Canal de Golfech, ein Abkürzungskanal der Garonne, wieder in die Garonne ein, nachdem er das nahe gelegene Kernkraftwerk Golfech mit Kühlwasser versorgt hat.
Auf ihrem Weg berührt die Barguelonne die Départements Lot und Tarn-et-Garonne.

## Orte am Fluss
- Castelnau-Montratier
- Tréjouls
- Cazes-Mondenard
- Montesquieu
- Saint-Paul-d’Espis
- Valence